# フランク・ソルティス
フランク・ソルティス (英: Frank Gerald Soltis 、1940年 - ) は、アメリカ合衆国のコンピュータ科学者であり、IBMのコンピュータシリーズ System i の主席技術者であった。
ソルティス自身のPh.D.の研究を基にして設計開発された、技術に依存しないマシンインタフェース (Technology Independent Machine Interface, TIMI) および単一レベル記憶 (single-level store, SLS) の革新的なアーキテクチャは、IBMの8世代のコンピュータシステムで使われている。
- System/38 (1978年)
- AS/400 (CISC、1988年)
- AS/400 (RISC、1995年)
- AS/400e (HTTPとTCP/IPをサポートするウェブサーバ、1999年)
- eServer iSeries
- System i5
- System i
- Power Systems (iが稼動するシステム、2008年4月)

## 経歴
ソルティスは、アイオワ州立大学でコンピュータ科学を専攻してPh.D.を取得した。
ソルティスのPh.D.学位論文は "Automatic Allocation of Digital Computer Storage Resources for Time-sharing" (タイムシェアリングのためのデジタルコンピュータ記憶リソースの自動割り当て) という題名であった。
ソルティスは、1968年11月からモンタナ州のIBMロチェスター研究所での勤務を始めた。
IBMで "Amazon" 命令セットアーキテクチャの設計を主導した。
Amazon は、64ビットPowerPCアーキテクチャの拡張バージョンである。
Amazonアーキテクチャは、IBM eServer iSeries および eServer pSeries のコンピュータシステムの系列における、RS64、POWER4、およびPOWER5の、各プロセサで実装されている。
2008年の時点では、IBMでの勤務に加えて、ミネソタ大学で電子工学とコンピュータ科学の教授を非常勤でつとめ、大学院課程で高性能なコンピュータシステムの設計を教えていた。
ソルティスは、2008年12月31日にIBMを退職した。
2009年2月にビジョンソリューションズは、同社の技術顧問委員会 (Technology Advisory Board) に参加したと発表した。
ビジョンソリューションズは、IBM Power Systems の市場で、高可用性と災害復旧ソリューションを提供する企業である。
ソルティスは、同社の製品戦略の策定を支援することで、自身の経験と識見を同社と共有する予定である。

## 著述
ソルティスは、By Design
というコラムを System iNEWS 誌で連載している。
著書としては、次のものがある。
- フランク・ソルティス (著) 、日本アイ・ビー・エム(株) AS/400製品事業部 (翻訳/監修) 、『Inside the AS/400 : featuring the AS/400e series : 日本語版 第2版』、インフォ・クリエイツ、1998年、ISBN 4-900741-88-4
- Soltis, Frank G. (1997). Inside the AS/400, Duke Press. ISBN 1-882419-66-9
- Soltis, Frank G. (2001). Fortress Rochester: the Inside Story of the IBM iSeries, NEWS/400 Books. ISBN 1-58304-083-8